# Julien Kialunda
Julien Kialunda (ur. 24 kwietnia 1940 w Matadi, zm. 14 września 1987 w Antwerpii) – piłkarz zairski. W trakcie swojej kariery grał na pozycji obrońcy.